# Jack Frost (cầu thủ bóng đá, sinh năm 1920)
John Frost (13 tháng 2 năm 1920 – tháng 1 năm 1988) là một cầu thủ bóng đá người Anh thi đấu ở vị trí thủ môn ở Football League cho York City, ở bóng đá non-league cho North Shields và đầu quân cho Grimsby Town mà không có một lần ra sân ở giải vô địch.